# Europakollegiet
Europakollegiet  (fransk: Collège d'Europe; engelsk: College of Europe) er et eliteuniversitet med hovedsæde i Brugge, Belgien, og (siden 1993) Natolin, Polen. Det tilbyder etårige studieprogrammer inden for statskundskab, jura og økonomi og er kendt for blandt andet at levere medarbejdere til EU's institutioner.
Europakollegiet er etableret i 1949 som det første universitet, der udbød uddannelsesprogrammer indenfor europastudier. Målet var at fremme "en ånd af solidaritet og gensidig forståelse mellem alle nationer i Vesteuropa og at give en eliteuddannelse til personer, der skal fremme disse værdier" og "at uddanne en elite af unge ledere for Europa."
Der optages årligt omtrent 460 studerende, de fleste på det oprindelige campus i den belgiske middelalderby Brugge og omkring 130 studerende på det polske campus i Natolin, et gods udenfor Warszawa. På begge campusser udbydes etårige masteruddannelser i europastudier indenfor fagområderne statskundskab, jura og økonomi. Linjen på Natolin-campussen er kendetegnet ved en interdisciplinær tilgang og et fokus på Østeuropa. Undervisningen foregår på engelsk og fransk, og samtalerne under ansøgningsforløbet afholdes på begge sprog. De studerende udvælges nøje, og Europakollegiet betragtes som et eliteuniversitet, der især er kendt som "udklækningsanstalt" for EU's politiske og forvaltningsmæssige elite. En oversigt fra 2021 viste, at blandt de 450 vigtigste embedsmænd i EU-Kommissionen, havde 8.3% en baggrund fra Europakollegiet - langt mere end noget andet universitet.
Hver årgang bliver opkaldt efter en fremtrædende skikkelse, politiker, videnskabsmand eller kunstner, der har haft en væsentlig betydning for Europa. Eksempelvis kan nævnes Mozart (1991-92) og Jean Monnet (1980-81). Kollegiet er inspireret af det franske École Nationale d'Administration (ENA).
Den nuværende rektor for Europakollegiet er den tidligere italienske udenrigsminister og EU's Højeste Repræsentant ("EU's udenrigs-chef"), Federica Mogherini

## Kendte alumner
Personer med relation til Danmark, som har studeret ved Europakollegiet, er blandt andet:
- Poul Skytte Christoffersen, permanent dansk repræsentant ved EU, tidligere kabinetschef for EU-kommissær Mariann Fischer Boel
- Helle Thorning-Schmidt, tidl. formand for Socialdemokratiet og dansk statsminister
- Stephen Kinnock, tidl. direktør i World Economic Forum, medlem af det britiske underhus, gift med Helle Thorning-Schmidt
- Niels Egelund, tidligere dansk ambassadør i Frankrig
- Sofie Carsten Nielsen, politisk leder i Radikale Venstre og tidl. uddannelses- og forskningsminister for Danmark
- Leif Beck Fallesen, tidl. chedredaktør & adm. direktør Børsen, erhvervskommentator TV2
- Ditte Juul Jørgensen, generaldirektør i Europa-Kommissionen i Generaldirektorat for Energi, tidligere kabinetschef for EU-Kommissær Margrethe Vestager

Andre
- Alexander Schallenberg, Østrigs tidligere kansler (regeringsleder)
- Nick Clegg, tidligere vicepremierminister i Storbritannien og leder for det liberale parti
- Louise Fréchette, tidligere vicegeneralsekretær i FN
- Ursula Plassnik, tidligere udenrigsminister i Østrig
- Alexander Stubb, næstformand i den Europæiske Investeringsbank, tidl, statsminister i Finland,
- Manuel Marín, tideligere EU-Kommissionens formand
- Valerie Plame, CIA-agent